# Коричное полосатое

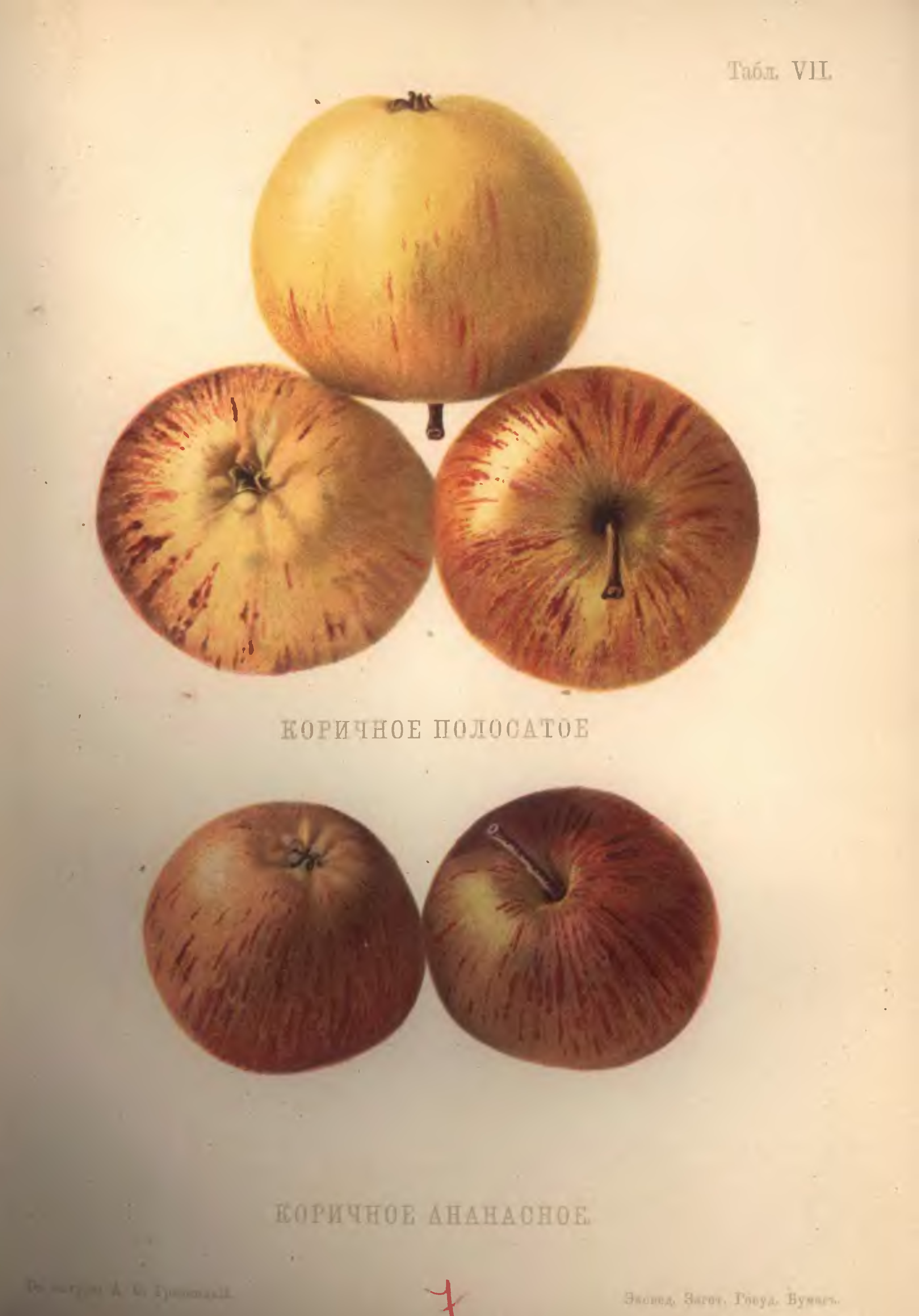
Коричное полосатое (вверху). «Атлас плодов» под редакцией Адама Гребницкого, 1906

Коричное полосатое — раннеосенний сорт яблони домашней.

## Происхождение
Происхождение сорта неизвестно. Первое упоминание в литературе о сорте Коричное в 1810 году в книге В.А. Левшина «Управитель или практическое наставление во всех частях сельского хозяйства». Более подробно этот сорт описал московский питомниковод Н.А. Красноглазов в 1848 году в книге «Правила плодоводства».

## Название
Название сорта предположительно связано с тем, что плоды сорта имеют запах корицы. Однако выдающийся российский помолог М.В. Рытов не считал, что яблоки сорта имеют запах корицы. Хотя надо отметить, что само слово «коричное» в русском языке происходит от слова корица. Именно под названием «Коричневое» сорт упоминается в «Толковом словаре живого великорусского языка» В.И. Даля в 1861 г., а также в книге М.В. Рытова «Русские яблоки» 1914.

## Распространение
В своё время широко распространён по всей средней полосе России, в особенности в центральных областях. В Поволжье встречается реже, главным образом отдельными деревьями, хотя входил в стандартный сортимент питомников Татарии. Ещё реже встречался в Башкирии и Оренбуржье.

## Характеристика сорта
Дерево сильнорослое, в молодости крона широкопирамидальная, у взрослых деревьев округлая, со свисающими ветками. Скелетные ветви отходят от ствола под очень острым углом и под тяжестью урожая легко могут отломиться, поэтому надо особенно внимательно следить за своевременной подставкой подпор под плодоносящие деревья.
Плоды средней или нижесредней величины, сильно уплощенной реповидной формы, без рёбер или с небольшими долями. Основная окраска зеленоватая при съёме и жёлтая в момент потребительской зрелости. Покровная окраска в виде тёмно-красных резко очерченных полос и крапин по слабовыраженному красноватому фону с солнечной стороны.
Особенностью плодов является мелкое широкое блюдце, с пятью хорошо заметными вздутиями («перлами») у основания чашелистиков.
По вкусу плодов Коричное полосатое относится к числу лучших сортов средней полосы России. Мякоть нежная, кисловато-сладкая, с характерной пряностью и ароматом.

## Использование в селекции
С участием Коричного полосатого создано около 20 новых сортов, в том числе сорта селекции Всероссийского НИИ садоводства им. И.В. Мичурина: Коричное новое, Осенняя радость и Юный натуралист (все от скрещивания Коричное полосатое х Уэлси).